# Sociedad Mineralógica de los Estados Unidos
La Sociedad Mineralógica de Estados Unidos (nombre original en inglés: Mineralogical Society of America; 'MSA') es una organización científica formada por miembros que la propia sociedad elige. Fue fundada en 1919 para promover el avance de la mineralogía, la cristalografía, la geoquímica y la petrología, así como para la promoción de sus usos en otras ciencias, industrias y artes.
Alienta la investigación fundamental sobre materiales naturales; apoya la enseñanza de conceptos y procedimientos mineralógicos a estudiantes de mineralogía y ciencias y artes afines; e intenta elevar el conocimiento científico de la sociedad en general con respecto a cuestiones relacionadas con la mineralogía. La Sociedad alienta la preservación de las colecciones de minerales, exhibiciones, emplazamientos minerales, tipo de minerales y datos científicos. La Sociedad representa a los Estados Unidos en relación con la ciencia de la mineralogía en cualquier contexto internacional. La Sociedad, fundada en 1937, fue aprobada como organización sin ánimo de lucro en 1959.

### Publicaciones
- American Mineralogist es una revista internacional sobre la Tierra y materiales planetarios, es el periódico impreso de la Sociedad, y ha sido publicada continuamente desde 1916. Edita los resultados de investigaciones científicas originales en los campos de la mineralogía, la cristalografía, la geoquímica y la petrología con el objetivo de proporcionar a los lectores lo mejor en investigación de ciencias de la Tierra.
- Reviews in Mineralogy es una serie de libros de múltiples autores que contiene reseñas claras y concisas de la literatura y avances sobre un área temática. Desde 1974, se han publicado 56 volúmenes.
- The Lattice es un boletín trimestral que se publicó por primera vez en 1985 y contiene artículos comerciales, así como información general para los miembros.
- Elements: An International Magazine of Mineralogy, Geochemistry, and Petrology es co-publicado por esta sociedad junto con otras sociedades geoquímicas y mineralógicas.

### Grupos de interés especial
Los grupos de interés especial de la Sociedad están compuestos por personas que se han unido informalmente para organizar volúmenes de revisión, reuniones o talleres. Existen Grupos de Interés Especial para:
- Mineralogía ambiental
- Estructuras minerales
- Lugares de interés mineral
- Pegmatitas
- Materiales planetarios
- Enseñanza de la mineralogía
- Mineralogía industrial

## Premios
Como Sociedad representativa de la profesión, la Sociedad Mineralógica de los Estados Unidos reconoce a destacados colaboradores en los campos de la mineralogía, la cristalografía, la geoquímica y la petrología. Los premios de la sociedad no requieren ser miembro de la sociedad ni poseer la ciudadanía de los Estados Unidos de América.
- Medalla Roebling: otorgada por primera vez en 1937, la Medalla Roebling es el honor más alto de la Sociedad. Se otorga en reconocimiento de la eminencia científica de la vida de un profesional, representada principalmente por la publicación de una excelente investigación original en mineralogía. El destinatario se convierte en miembro vitalicio de la Sociedad y recibe tanto una medalla de bronce de 14 quilates grabada con su nombre y la efigie de Washington Roebling (ingeniero jefe durante la construcción del Puente de Brooklyn, coleccionista de minerales, y un importante amigo de la Sociedad en sus primeros años). Roebling donó a la Sociedad un legado de 40.000 dólares en bonos, que se convirtió en el Fondo Roebling (en la actualidad está valorado en más de 1,5 millones).
- Medalla de Servicio Público Distinguido: este premio se entrega a una persona que haya aportado contribuciones sobresalientes a las políticas públicas y la concienciación sobre temas mineralógicos a través de la ciencia. Establecido en 1990, el premio consiste en una medalla de plata con el logotipo de la Sociedad y un gráfico de la aplicación de la mineralogía para el bien general.
- Premio Sociedad Mineralógica de América: se otorga por una contribución excepcional (o serie de contribuciones) publicadas en las áreas de mineralogía, cristalografía, geoquímica, petrología o campos relacionados. El premio está destinado a reconocer a un científico que comienza su carrera. La investigación reconocida debe haber sido realizada antes del 35 cumpleaños del destinatario o antes del séptimo año pasado del doctorado, y el premio otorgado no más de dos años después. El premio es un certificado, reconocimiento como miembro y una membresía vitalicia.
- Medalla Dana: este galardón se entrega a una persona por sus destacadas contribuciones individuales o series de publicaciones en las áreas de la mineralogía, la cristalografía, la geoquímica, la petrología o campos relacionados.
- Premios Minerográficos Americanos: la Sociedad reconoce a estudiantes sobresalientes matriculados en cursos mineralógicos nominados por su departamento con un certificado y una de las publicaciones de la Sociedad de su elección. Puede ser nominado anualmente un estudiante por departamento, siempre que el departamento de nominaciones ofrezca al menos un curso de cristalografía, mineralogía o petrología, y un miembro de la facultad sea miembro del equipo de la Sociedad.
- Premio Mejor Artículo Mineralogista Americano: otorgado por primera vez en 1998, el premio se entrega al autor (o autores) de lo que se considere el mejor artículo publicado en el volumen del año anterior del Mineralogista Estadounidense. Elegido por un Comité de Editores Asociados, el premio consiste en una placa conmemorativa.

## Membresía
La membresía en la Sociedad está abierta a cualquier persona interesada en mineralogía y ciencias relacionadas, independientemente de su residencia o ciudadanía. Personas de todos los 50 estados, el Distrito de Columbia y alrededor de 40 países pertenecen a la Sociedad, lo que le da a esta y sus publicaciones un gran número internacional de lectores.

## Reunión anual
La Reunión Anual de Negocios de la Sociedad con los miembros, así como la adjudicación y las funciones sociales de la Sociedad, se llevan a cabo conjuntamente con la reunión anual de la Sociedad Geológica de los Estados Unidos.